# NGC 7557
NGC 7557 је спирална галаксија у сазвежђу Рибе која се налази на NGC листи објеката дубоког неба.
Деклинација објекта је + 6° 42' 32" а ректасцензија 23h 15m 39,7s. Привидна величина (магнитуда) објекта NGC 7557 износи 14,4 а фотографска магнитуда 15,2. NGC 7557 је још познат и под ознакама MCG 1-59-21, CGCG 406-35, NPM1G +06.0598, PGC 70854.